# اتاپیو
اتاپیو (به لاتین: Attapeu) یک شهر در لائوس است که در  Samakkhixay District  واقع شده‌است.

## خصوصیات
اتاپیو  ۱۹٬۲۰۰ نفر جمعیت دارد و ۹۳ متر بالاتر از سطح دریا واقع شده‌است.